# Holmelgonia producta
Holmelgonia producta är en spindelart som först beskrevs av Robert Bosmans 1988.  Holmelgonia producta ingår i släktet Holmelgonia och familjen täckvävarspindlar.
Artens utbredningsområde är Kamerun. Inga underarter finns listade i Catalogue of Life.